# Bronisław Mańkowski

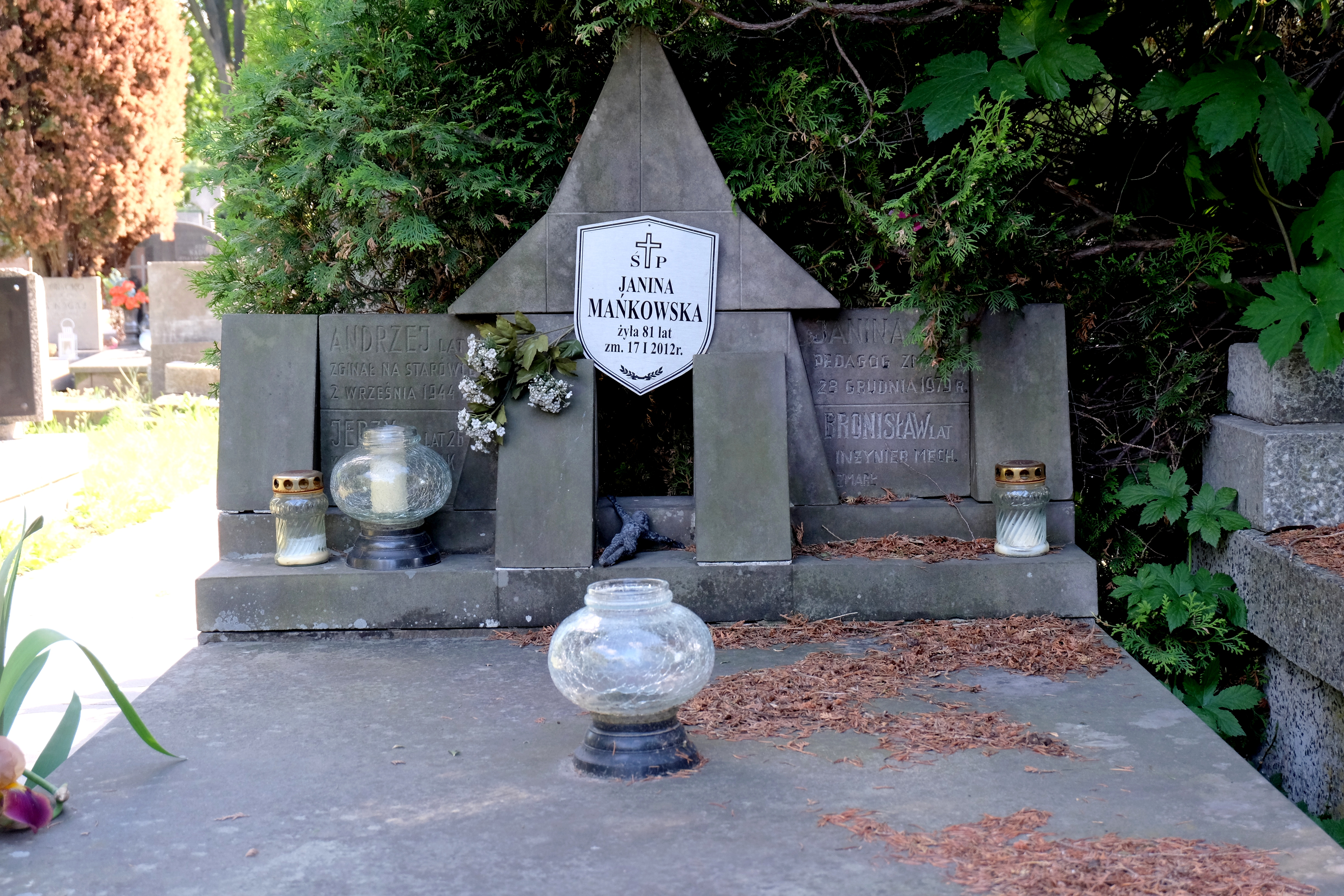
Grób Bronisława i Janiny Mańkowskich oraz ich synów Andrzeja i Jerzego na Cmentarzu Wojskowym na Powązkach w Warszawie

Bronisław Marian Mańkowski (ur. 1 sierpnia 1891, zm. 2 czerwca 1991) – polski inżynier, przedsiębiorca, Sprawiedliwy wśród Narodów Świata. 

## Życiorys
Syn Franciszki z domu Traczyk i Antoniego Mańkowskiego, redaktora składu m.in. w Tygodniku Ilustrowanym. Uczestniczył w strajku młodzieży, domagając się wprowadzenia do szkół języka polskiego. Absolwent Gimnazjum Generała Pawła Chrzanowskiego w Warszawie w roczniku 1910. W 1916 r. otrzymał dyplom na Wydziale Mechaniki Politechniki Lwowskiej. Zawarł związek małżeński z Janiną Krawczyk. Przed wojną założył w Starachowicach firmę produkującą zabawki dla dzieci. Po 1945 r. ponownie został jej dyrektorem. Ojciec Jerzego, Andrzeja i Zbigniewa.
W czerwcu 1941 r. rodzina Mańkowskich udzieliła schronienia Reginie Fern, która opuściła rodzinny dom po pogromach lwowskich Żydów. Bronisław i Janina zatrudnili ją jako służącą pod nazwiskiem Józefa Malec, później jako Józefa Nałęcz. Ukrywali dziewczynę w swoim domu przy ul. Gimnastycznej 5 na Mokotowie do wybuchu Powstania Warszawskiego, w którym dziewczyna wzięła udział jako łączniczka. Przez kilka miesięcy między 1943 a 1944 r. państwo Mańkowscy ukrywali również Irenę Fejgin Filipowską. Po zakończeniu działań wojennych Irena przeniosła się do Łodzi, natomiast Regina zamieszkała w Belgii. Obie kobiety pozostały w bliskim kontakcie z Mańkowskimi.
W 1986 r. Bronisław Mańkowski został uhonorowany przez Jad Waszem medalem Sprawiedliwy wśród Narodów Świata. Wraz z nim odznaczeni zostali małżonka Janina oraz synowie Jerzy, Andrzej i Zbigniew.
Pochowany na cmentarzu Powązki Wojskowe w Warszawie (kwatera C32-1-1).